# 錫多里夫卡 (蘇梅州)
51°43′44″N 34°25′17″E / 51.72889°N 34.42139°E
锡多里夫卡（烏克蘭語：Сидорівка）是位於烏克蘭東北部的村莊，由蘇梅州紹斯特卡區的埃斯曼市鎮負責管轄。該村處於克列文河畔，距離紅佐里亞3公里，海拔高度158米，2001年人口10。